# JET GLASS
JET GLASS（ジェット・グラス）は、ゼリ→のシングル。1999年4月30日に発売。発売元はフルフェイス。

## 解説
- 清春プロデュースの第1弾作品。本シングルはカセットテープであり、1曲のみの収録。コンドーム付で8,000枚限定。

- 清春が発売直前に出演した『笑っていいとも』にて宣伝したことでも話題になった。

## 収録曲
1. JET GLASS
　（作詞・作曲：ヤフミ）
次シングル「ROCKER」、ベスト盤『ROYAL JELLY→』には別ヴァージョンで収録されている。